# Herbert Mountains
Die Herbert Mountains sind eine markante Gruppe felsiger Berggipfel im ostantarktischen Coatsland. Sie liegen im Zentrum der Shackleton Range. Begrenzt werden sie im Norden vom Slessor-Gletscher und Mount Sheffield, im Osten durch die Bernhardi Heights, im Süden durch das Shotton-Schneefeld und im Westen durch den Gordon-Gletscher. Zu ihnen gehören von Norden nach Süden die Charpentier-Pyramide, der Maclaren-Monolith, der Venetz Peak und Mount Absalom.
Erstmals kartiert wurden sie im Oktober 1957 durch Teilnehmer der Commonwealth Trans-Antarctic Expedition (1955–1958) unter der Leitung des britischen Polarforschers Vivian Fuchs. Benannt sind sie nach Edwin Savory Herbert (1899–1973), Vorsitzender des Finanzausschusses sowie Mitglied des Managementausschusses dieser Forschungsreise. Erste Luftaufnahmen entstanden durch die United States Navy im Jahr 1967. Eine komplette Vermessung unternahmen Geodäten des British Antarctic Survey auf der Halley-Station zwischen 1968 und 1971.